# Idő (földtörténet)
Az idő (vagy éra) a földtörténeti időskálán az eonnál rövidebb földtörténeti egység, az eont tagolja részekre. Például a fanerozoikum eon három időből áll, amelyeket a fosszíliákból kirajzolódó változások alapján különítettek el: paleozoikum, mezozoikum és kainozoikum. E három érát katasztrófaszerű kihalási események választják el egymástól (a perm–triász kihalási esemény, illetve a kréta–tercier kihalási esemény).
Az idő rétegtani megfelelője az időtéma. Egy-egy idő időszakokra tagolható tovább.